# سازمان جهانی توالت
سازمان جهانی توالت (به انگلیسی: World Toilet Organization) یک سازمان غیرانتفاعی جهانی مستقر در سنگاپور است که در جهت بهبود شرایط بهداشتی و توالت‌ها در سراسر جهان تلاش می‌کند.
در سال۲۰۱۳، مجمع عمومی سازمان ملل متحد، روز جهانی توالت را یک روز رسمی اعلام کرد.

## تاریخچه

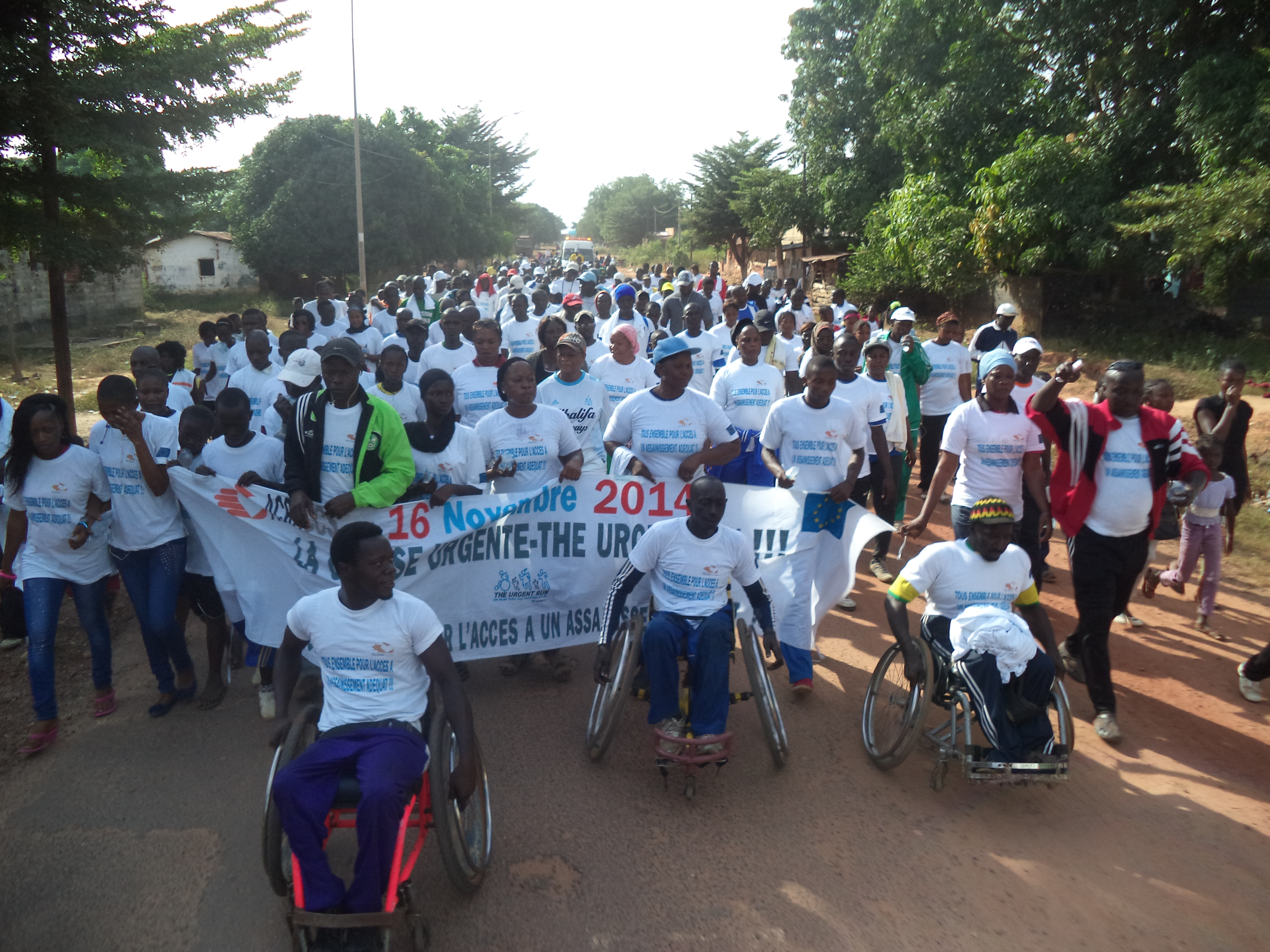
مسابقات روز جهانی توالت در سنگال، نوامبر ۲۰۱۴

این سازمان در سال ۲۰۰۱ با ۱۵ عضو توسط جک سیم تأسیس شد و اکنون به ۱۵۱ عضو در ۵۳ کشور افزایش یافته‌است. همه این اعضا برای ارائه راه حل‌های بهداشتی پایدار در سراسر جهان تلاش می‌کنند.